# Eulia ministrana
Espèce
Eulia ministrana est un petit insecte lépidoptère (papillon) de la famille des Tortricidae, de la sous-famille des Tortricinae.
C'est la seule espèce du genre Eulia rencontrée en Europe.